# Sophienstraße (München)
Die Sophienstraße ist eine Innerortsstraße im Stadtbezirk Maxvorstadt (Nr. 3) von München.

## Verlauf
Die Straße führt vom Übergang Karlsplatz/Lenbachplatz beim Abzweig der Elisenstraße nördlich im Bogen um den Alten Botanischen Garten herum über die frühere Arcisstraße (seit 2008 als Katharina-von-Bora-Straße benannt) zur Luisenstraße, an der sie gegenüber dem Luisengymnasium endet.

## Öffentlicher Verkehr
Die Straße wird an ihrem Ende am Lenbachplatz von den Trambahnlinien 19 und 21 erschlossen.

## Namensgeberin
Die Straße ist nach der bayerischen Prinzessin Sophie Friederike von Bayern (1805 bis 1872), der Mutter von Kaiser Franz Joseph I. von Österreich, benannt.

## Charakteristik
Die Sophienstraße folgt als eine der wenigen Straßen der Maxvorstadt nicht dem Rasterschema dieses Quartiers (vgl. Fürstenstraße, Max-Joseph-Straße, Ottostraße). Sie grenzt den Alten Botanischen Garten im Bogen nach Norden ab. Gegenüber der Einmündung der früheren Arcisstraße liegt das in den 1930er Jahren errichtete, zur Straße hin mit vier gewaltigen Pfeilern an den Baustil des damaligen Parteiviertels angepasste Parkcafé. Zwischen der Einmündung der Arcostraße und der früheren Arcisstraße liegt das auf der Stelle eines früheren Palais der Grafen von Arco errichtete Gebäude des ehemaligen Oberfinanzpräsidiums im typischen neoklassizistischen Monumentalstil der Zeit des Nationalsozialismus (das Hakenkreuz im Kranz ist abgeschlagen, sonst im ursprünglichen Zustand), mit dem Sophiensaal (einige Jahre Sitzungsort das Bayerischen Landtags).

## Denkmalgeschützte Bauwerke

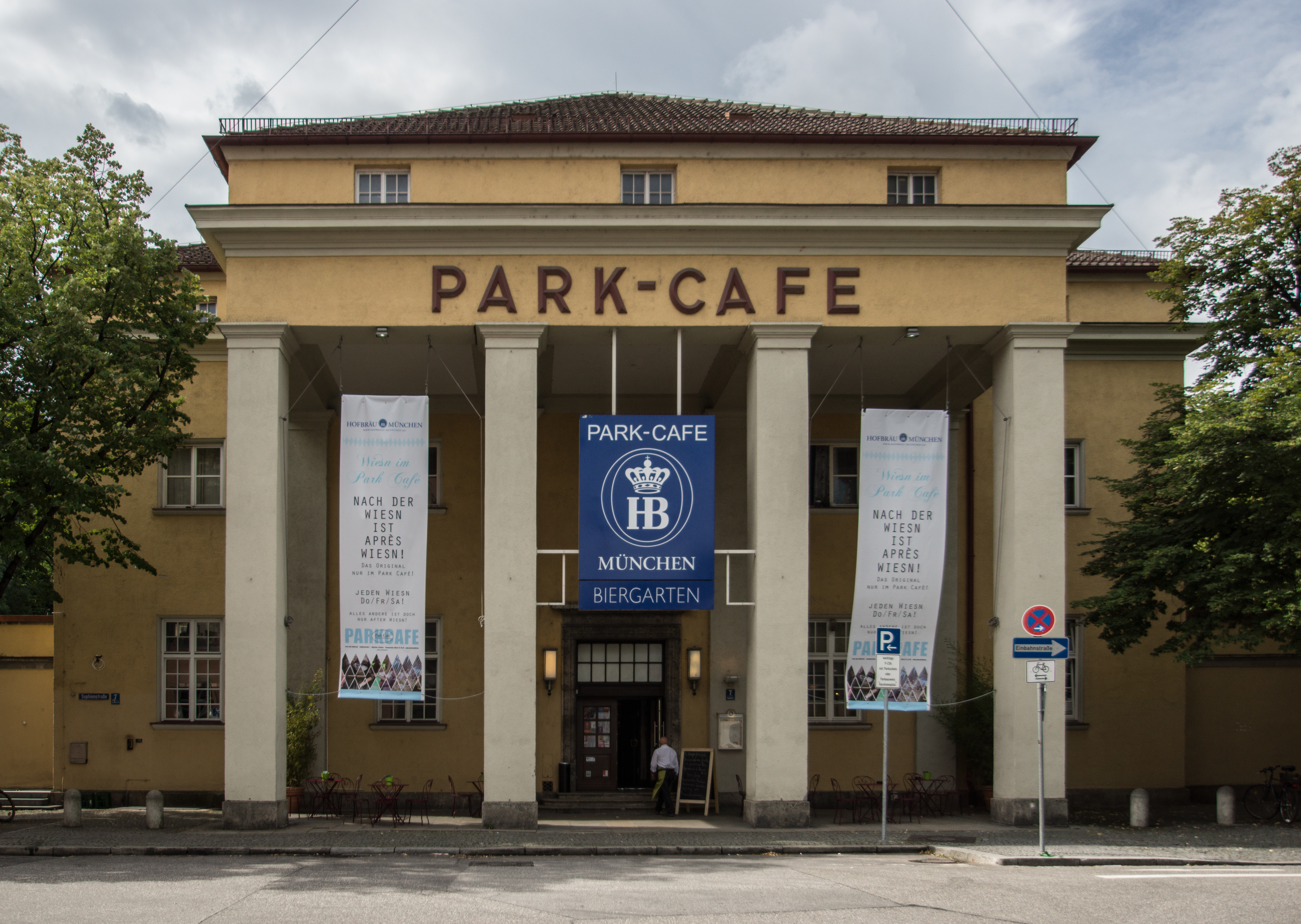
Parkcafé, Front nach Norden

- Sophienstraße 5: Eckhaus, in Frühformen des Maximilianstils, 1847 von Matthias Berger, ausgeführt von Maurermeister Fr. Xaver Kobinger; zum Teil vereinfacht (Denkmalliste D-1-62-000-6585)
- Sophienstraße 6: ehemaliges Oberfinanzpräsidium, jetzt Bayerisches Landesamt für Steuern, in klassizisierendem Monumentalstil, 1938–1942 (bezeichnet) von Franz Stadler; mit Arkadenhalle als Durchgang zum östlichen Hof und mit Festsaal; mit Katharina-von-Bora-Straße 2 (Denkmalliste D-1-62-000-6586)
- Sophienstraße 7: Parkcafé und Restaurant, 1935–37 von Oswald Bieber; städtebaulicher Abschluss der Katharina-von-Bora-Straße (Denkmalliste D-1-62-000-6588)
- Sophienstraße 7a: Kunstausstellungspavillon im Alten Botanischen Garten (Denkmalliste D-1-62-000-6589)

## Weitere ehemalige Baudenkmäler und abgegangene Gebäude

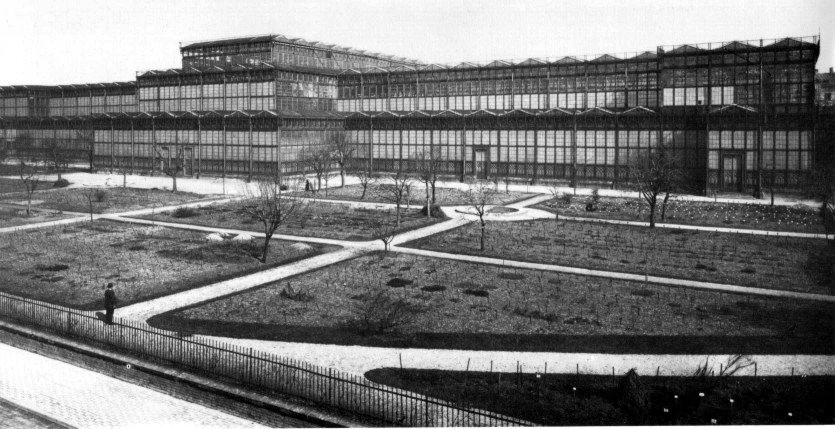
Glaspalast (1931 abgebrannt)

- Glaspalast im Alten Botanischen Garten (dieser Denkmalliste D-1-62-000-217), 1854 erbaut, 1931 abgebrannt.

## Gebäude in der Nähe

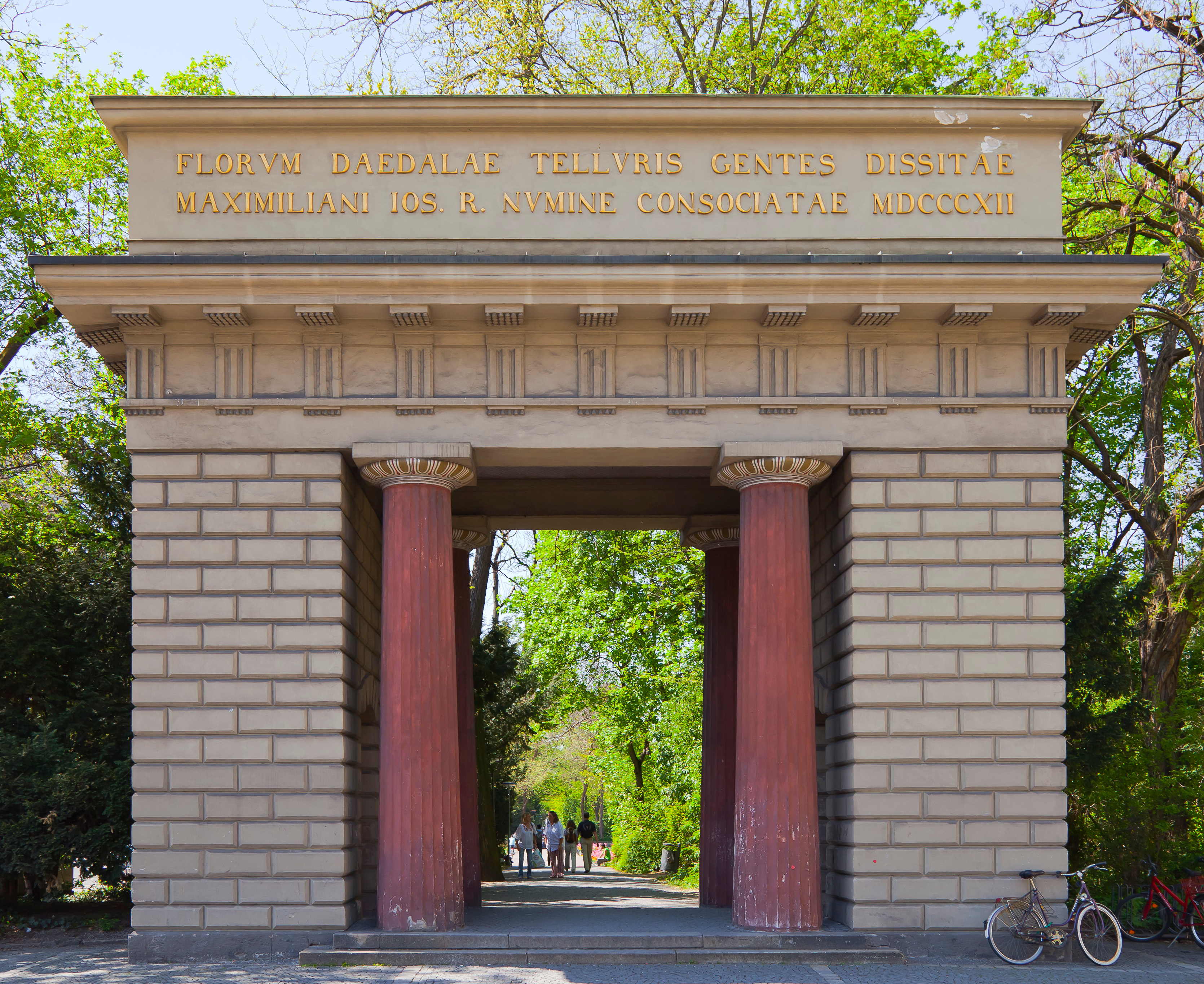
Klassizistisches Eingangsportal zum Alten Botanischen Garten

- klassizistisches Eingangsportal zum Alten Botanischen Garten (Lenbachplatz, 1812, von Emanuel Herigoyen)

## Hotels
- The Charles Hotel, Ecke Luisenstraße

## Brunnen

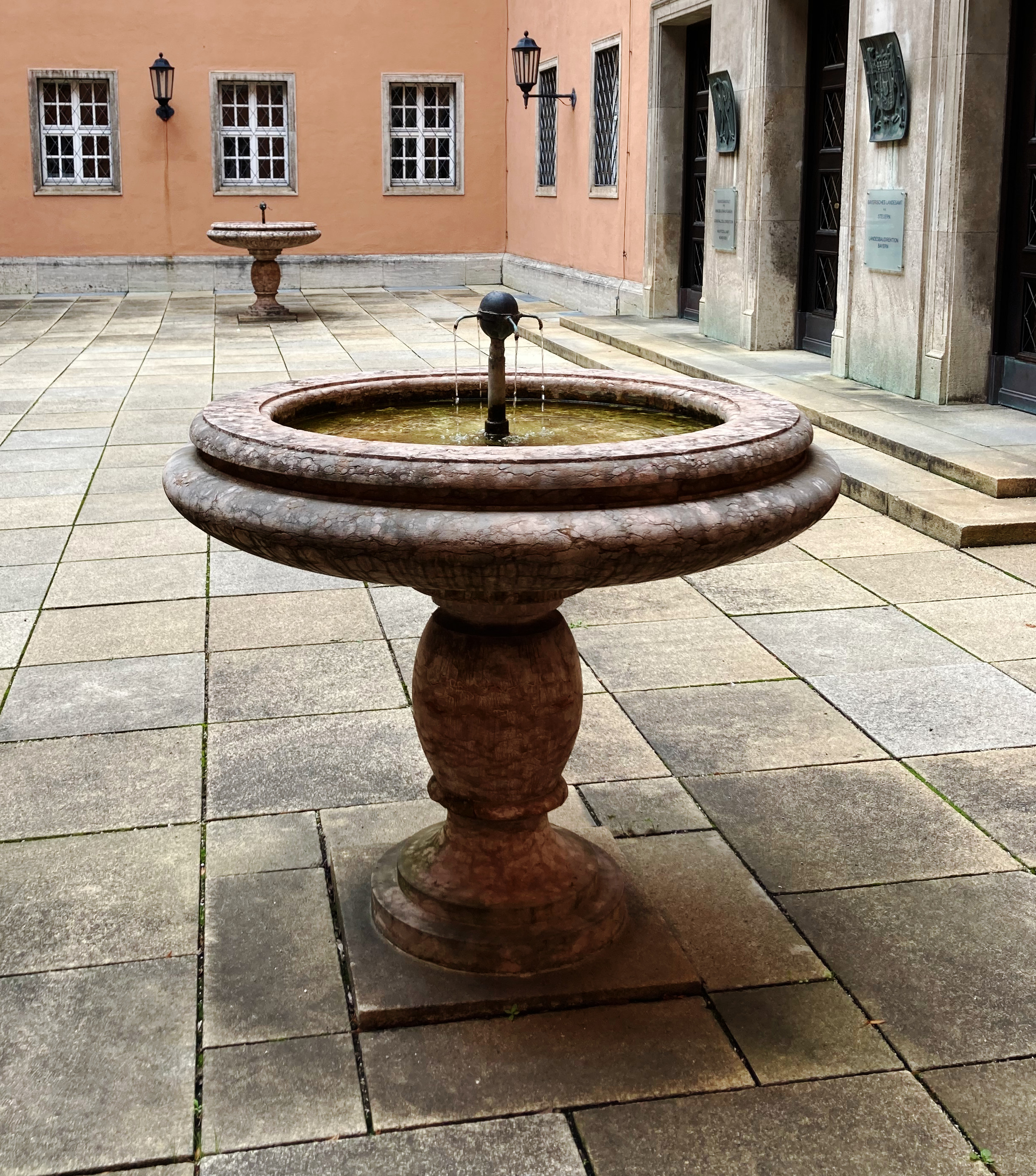
Zwei Schalenbrunnen, Sophienstraße 6

- Neptunbrunnen (1937) im Alten Botanischen Garten.
- Zwei Schalenbrunnen, Sophienstraße 6.